# Китайка, Константин Демьянович

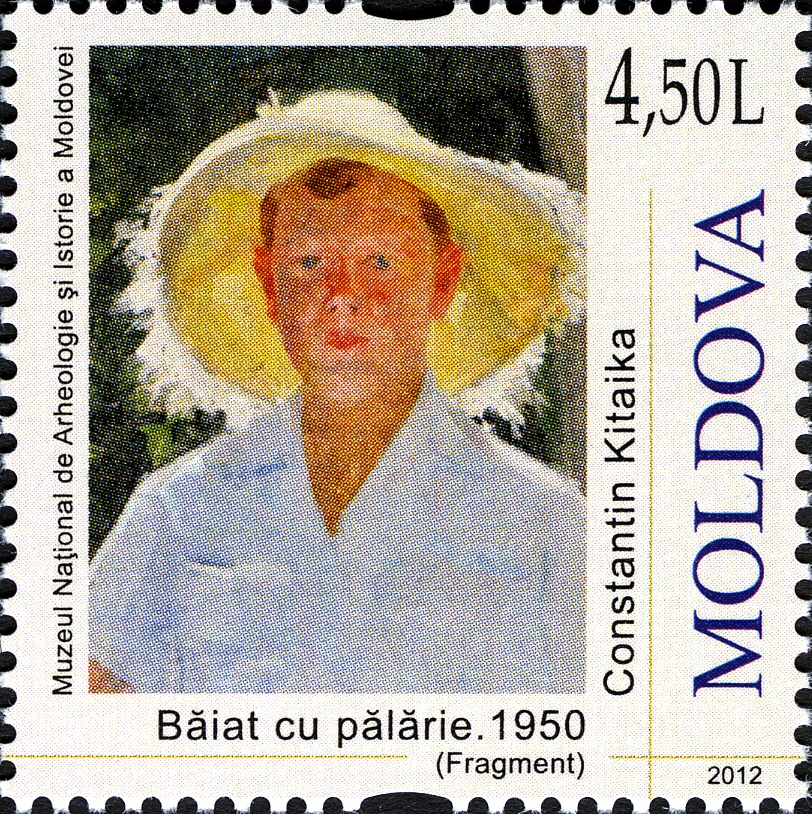
Марка Молдовы 2012 г. Фрагмент картины К. Китайка из собрания Национального историко-археологического музея Молдовы

Китайка Константин Демьянович (1914—1962) — художник-баталист студии им. М. Б. Грекова, заслуженный деятель искусств Молдавской ССР (1953).
К. Д. Китайка родился в 1914 г. в Бакинской губернии. С 14 лет воспитывался в армейских частях. В 1942 г. окончил Московский художественный институт и ушел на фронт. Прошел войну до Победы. Автор многих военных зарисовок и этюдов, сделанных на фронтах Великой Отечественной войны.
Наиболее известные произведения — конный портрет генерал-майора И. В. Тутаринова и полковника М. В. Тутаринова (1945 г.), портреты Г. И. Котовского (1948, 1950 гг.), поэта М. В. Исаковского (1950 г.), писателей Б. Полевого (1949 г.) и генерал-майора П. П. Вершигора (1949 г.).

## Награды
- орден Красной Звезды (1954)
- орден "Знак Почета"